# Яценко Іван Іванович
Іван Яценко (псевдо: «230», «Євген», «Оса», «Юнак») (1924, присілок Яри, смт. Опішня, тепер Полтавська область — 16 червня 1950, с. Лукавці, тепер Берегометська селищна громада, Чернівецька область) — референт СБ Буковинського окружного проводу ОУН.

## Життєпис

Сидить перший справа Козьменко Дмитро, стоїть перший справа Паращук Василь, сидить другий справа Яценко Іван

Закінчив середню школу у 1942 році. Служив у Червоній армії, закінчив школу молодших командирів. Воював на фронті і 28 березня 1943 року потрапив до німецького полону, перебував у концтаборі. Там закінчив розвідшколу. 
Після завершення війни повернувся в Україну. 30 червня 1945 року затриманий СБ ОУН у Чорному лісі (тепер Івано-Франківська область). Пройшов перевірку та перевишкіл, згодом крайовим референтом СБ ОУН Карпатського краю Володимиром Лівим-«Митарем» направлений на Буковину. Референт СБ Вашковецького районного
проводу ОУН (09.1945-1946), референт СБ Чернівецького надрайонного проводу ОУН (1947-06.1950). Після загибелі Василя Паращука-«Макара» 1 грудня 1949 р., виконував обов’язки референта СБ Буковинського окружного проводу ОУН (01.-06.1950).
Загинув у сутичці з опергрупою відділу 2-Н УМДБ.